# ホルトノキ
ホルトノキ（ホルトの木、胆八樹、学名: Elaeocarpus zollingeri var. zollingeri）は、ホルトノキ科ホルトノキ属の植物の一種。別名モガシ。和名は「ポルトガルの木」の意味で、果実が黒紫色でオリーブに似ている。暖地でふつうに見られるほか、街路樹や庭木などでも使われる。

## 名称
和名ホルトノキの由来は、元来はオリーブの木を意味する「ポルトガルの木」が転訛したもので、江戸時代の学者平賀源内が本種をオリーブと誤認して、ホルトノキとよばれるようになったものである。「ホルト」とはポルトガルのことを意味し、平賀源内による命名とされている。1760年当時高松藩に仕えていた源内が、高松藩主・松平頼恭に従って江戸に行く途中に紀州を通った時のことを記した『紀州産物志』（1762年）によると、紀州藩の湯浅の寺に「ホルトカルト申木」（「ホルトカル」と言う木）が生えており、これは「ホルトカルの油」（江戸時代に薬用に使われていたオリーブ油のこと、ホルト油ともいう）の採れる木であるとのこと。つまり、源内がこの木をオリーブと勘違いして自分の本で「ホルトカルト申木」と紹介してしまったのが由来である。なお、源内がオリーブと誤認した深専寺（和歌山県湯浅町）のホルトノキは和歌山県天然記念物に指定されていたが、2006年に枯れてしまった。源内がオリーブ油を採るために栗林公園（香川県高松市）に植えたホルトノキは現存する。
実際はポルトガル原産ではなく、日本の在来種である。各地域でさまざまな呼び方がされており、モガセ、モガシ（鹿児島）、タラシ（沖縄）、マガゼ（福岡県）、チンギ（奄美大島）などがある。
また、以下の様な別名が記録されている。
- モガシ[1][9][7]、ハボソノキ[10][11]、シヒドギ、スグノキ、イヌヤマモモ、ヅク、ツミ、ズミ[注 1]、ハボウ[10]、シイドキ、シラキ[注 2]、ヅクノキ[11]

## 分布
日本では本州の千葉県以西の太平洋沿岸、淡路島、四国、九州、沖縄に分布し、日本国外では台湾、インドシナなどに分布する。本州以西の西南日本で照葉樹林の高木層構成樹として重要で、各地の社寺有林の中で巨木が見られる。暖地でふつうに見られ、日本では街路樹や公園などでよく利用される。

## 特徴
常緑広葉樹の高木。
葉は互生し、枝先に束のように生える。葉身は長さ5 - 12センチメートル (cm) の倒披針形または長楕円形で、やや鋸歯があり、ヤマモモに似ているが厚みがある。葉は古くなると紅葉して落ちる。古い葉は落ちる前に赤く紅葉し、常に一部の葉が紅葉しているのが見られる。
花期は7 - 8月頃。初夏に花が咲き、横に伸びた花茎に穂状に付く、個々の花は釣り鐘状で白い。
果実は長さ1.2 - 2 cmの楕円形で、冬の11 - 2月に黒紫色に熟す。見た目はモクセイ科のオリーブの果実にも似ているが、小型で油も採れない。

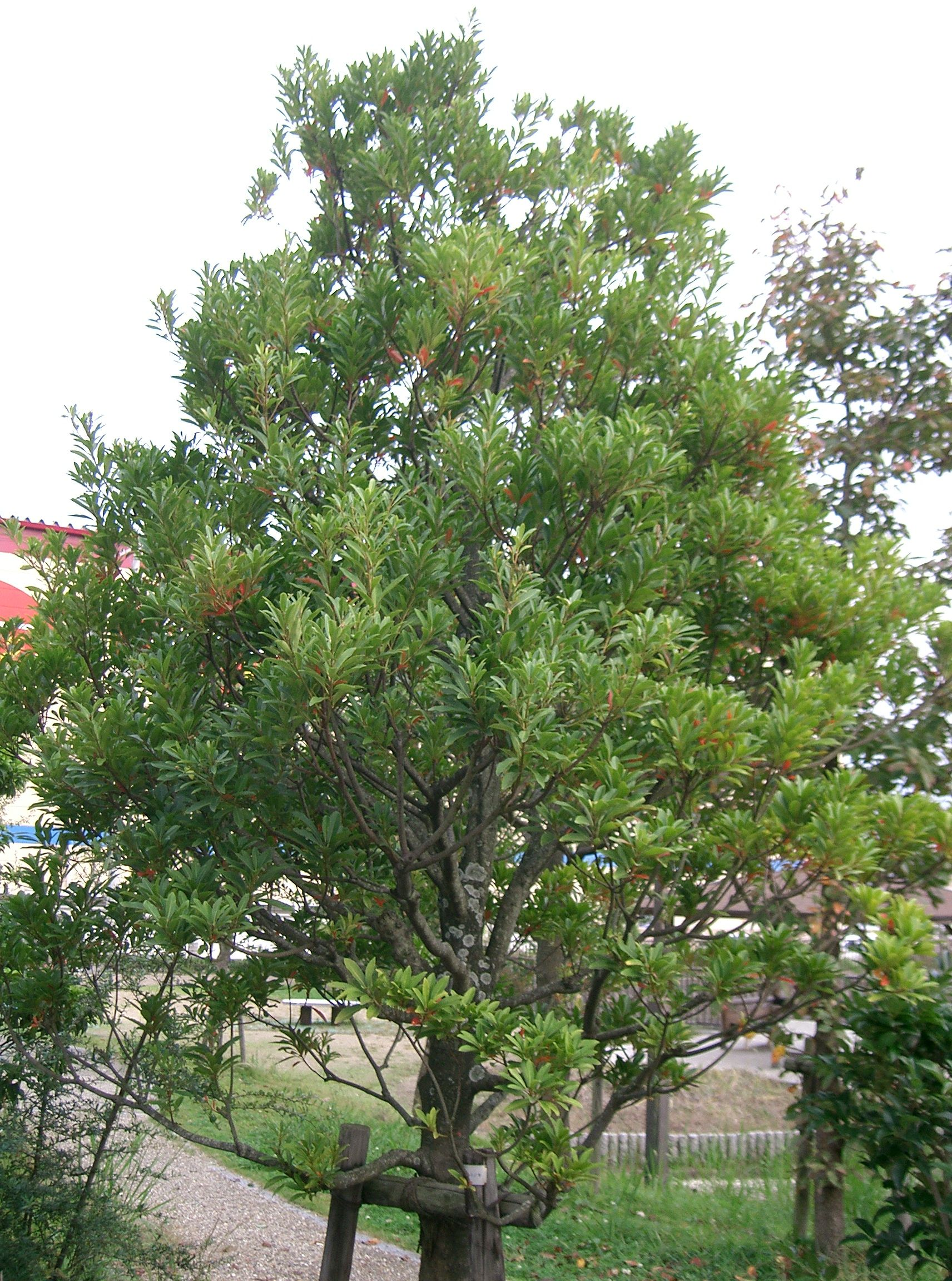
樹形
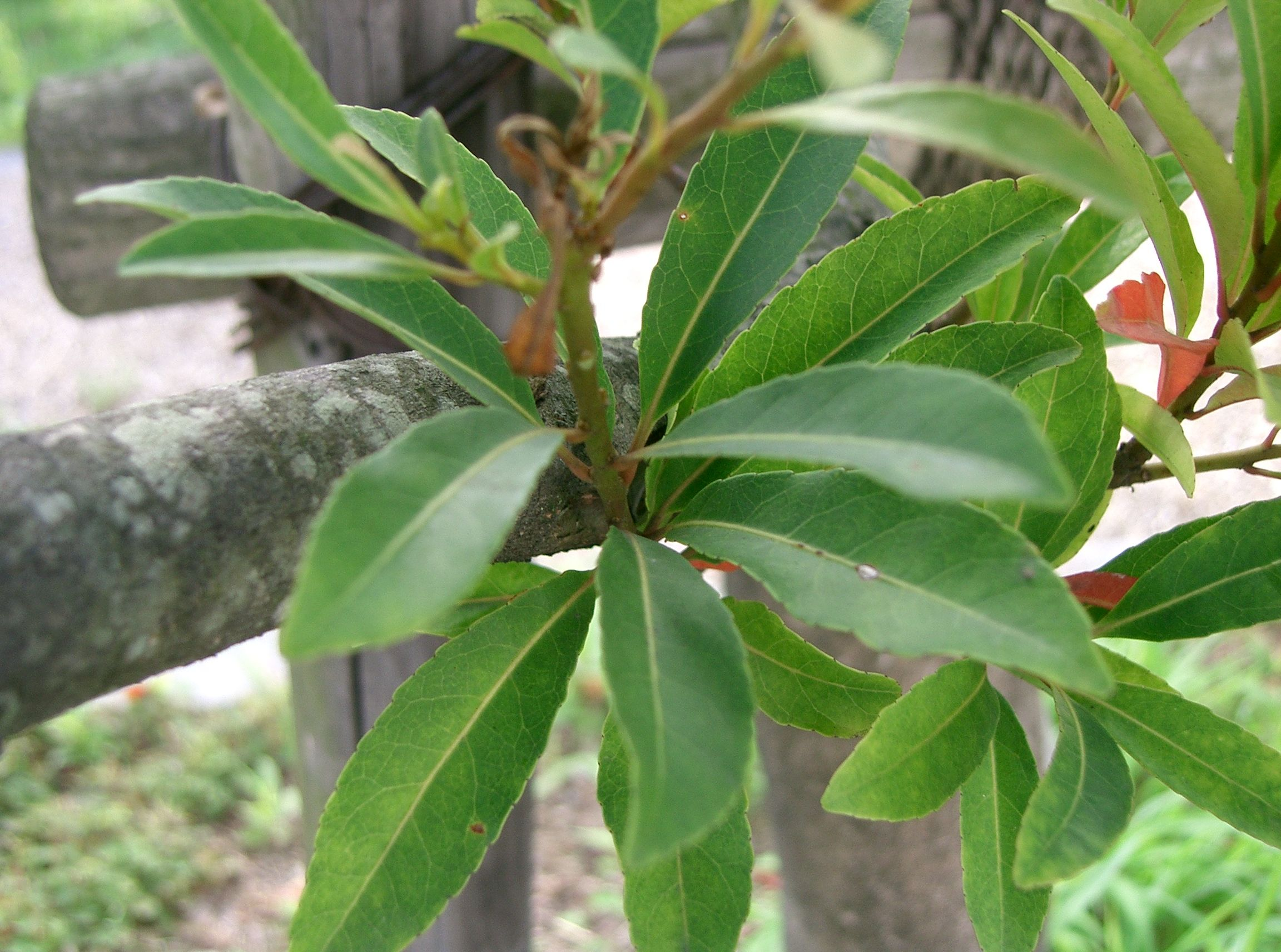
葉
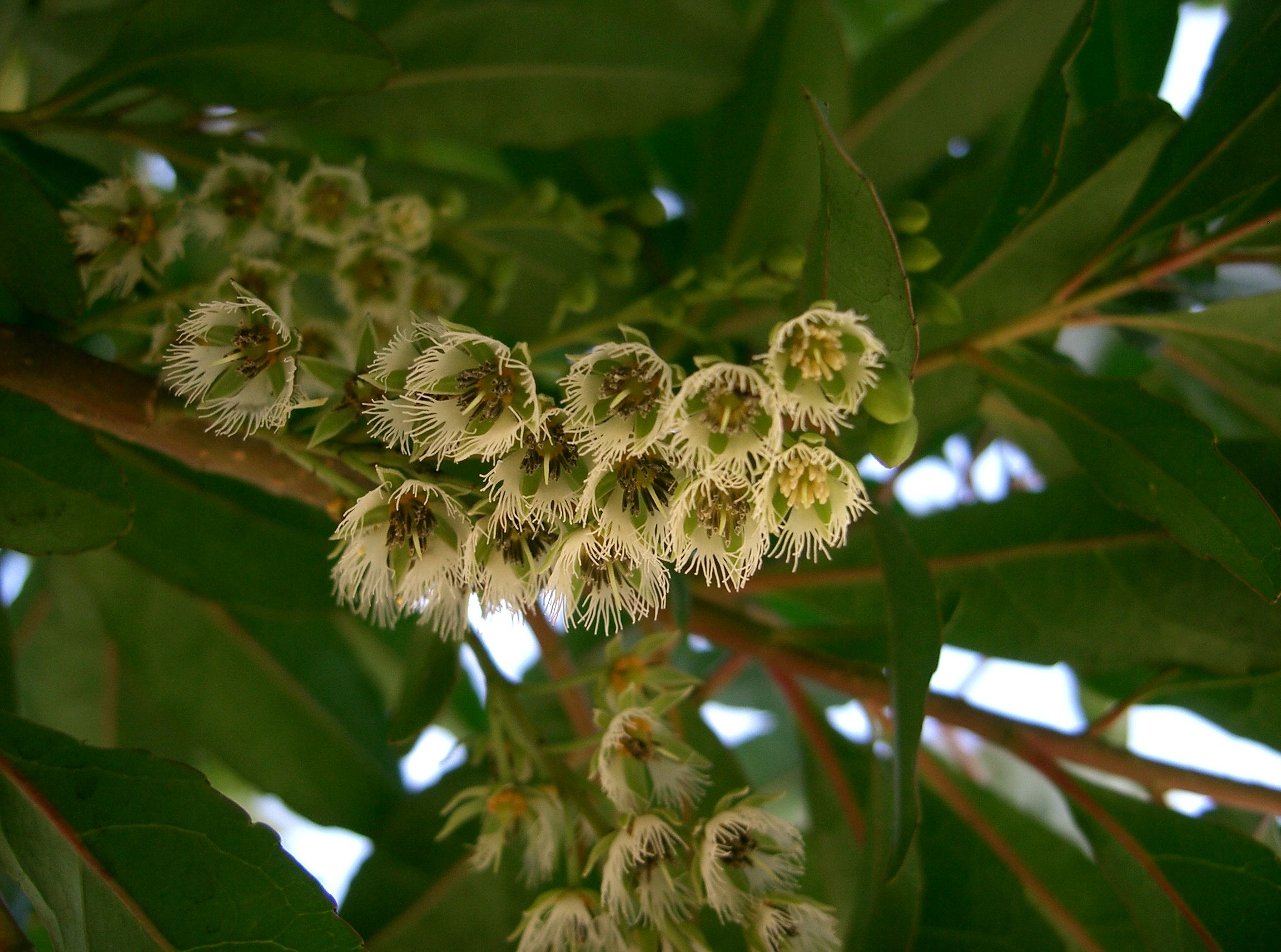
花
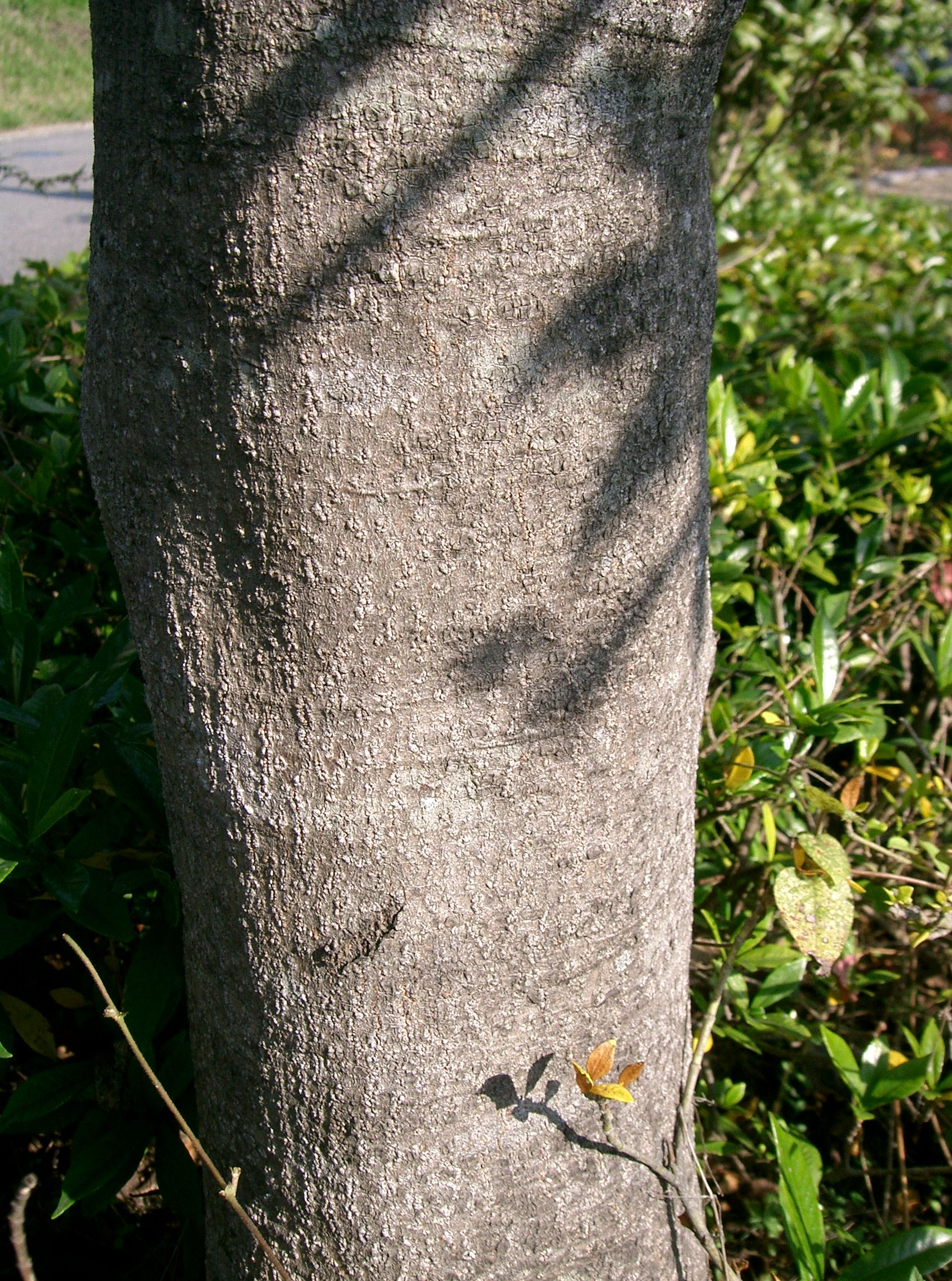
樹皮
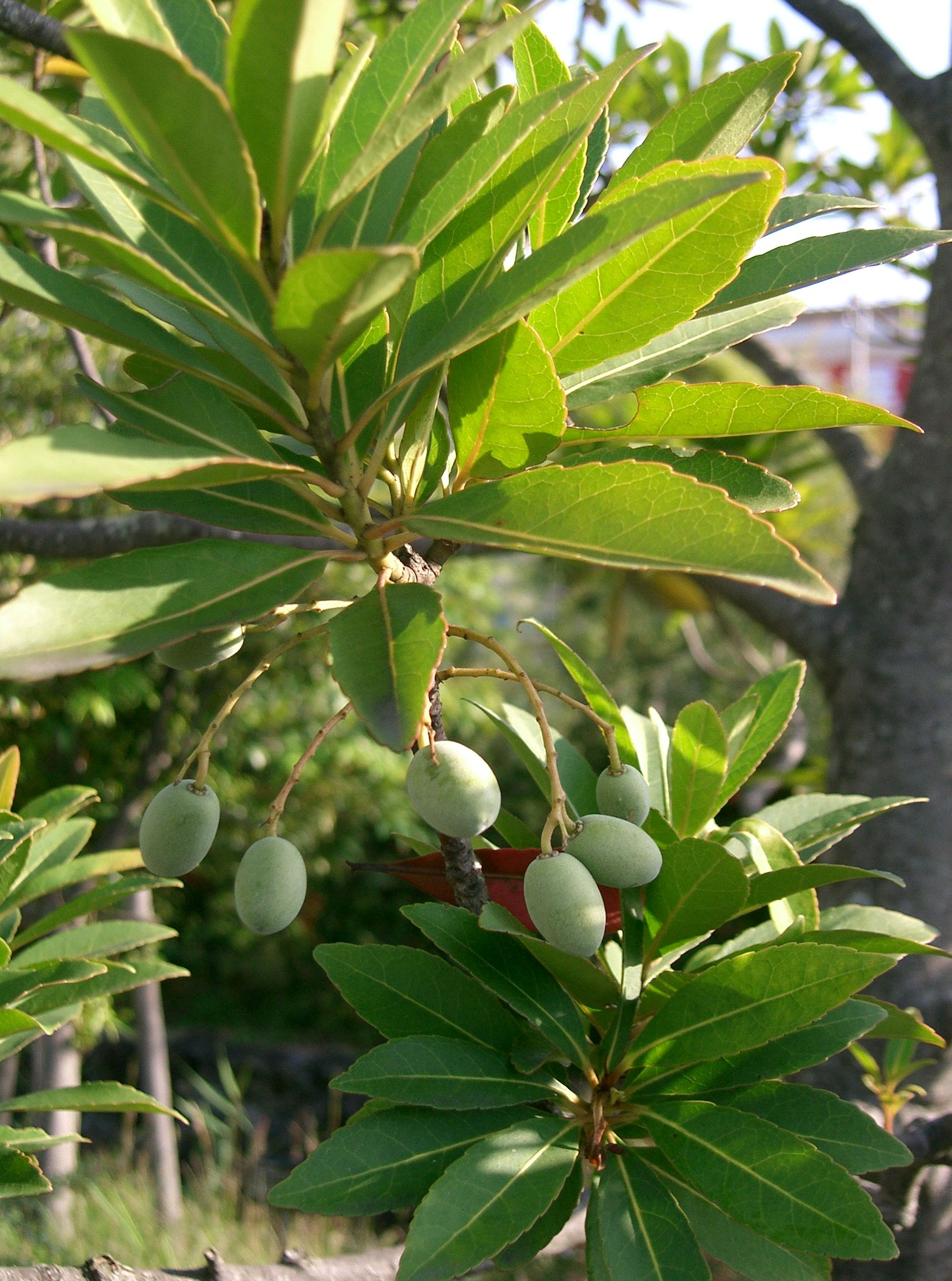
ホルトノキの実 File:Olive-tree-fruit-august-0.jpg オリーブの実と似ている
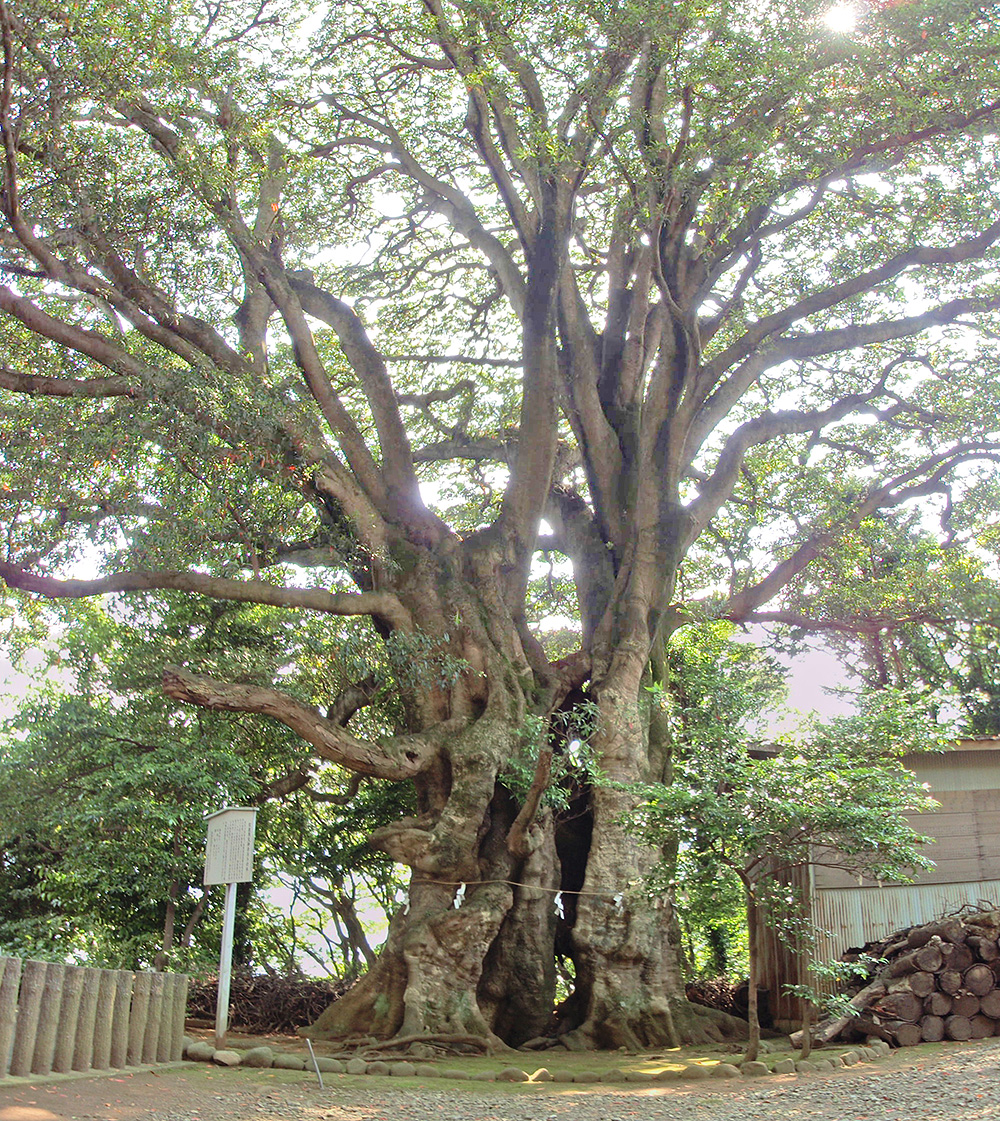
日本最大のホルトノキ 静岡県伊東市の神社にある

## 栽培
植栽適期は3月下旬 - 5月上旬か、6月中旬 - 7月中旬、もしくは9月とされる。

## 利用
街路樹や庭木に植えられている。
樹皮と枝葉の煎汁を織物の黒色の染料として用い、奄美大島の大島紬の染料になる。第一次世界大戦中にドイツからの化学染料の輸入が止まったことで黒色の染色に窮した秩父の織物業者らが、大島紬がシャリンバイのタンニンと泥に含まれる鉄分とを反応させて黒色に染めていたことを参考として同じくタンニンを多く含むホルトノキの使用を考案し、「大黒エキス」の名で売り出した。

## 都道府県・市区町村等の木／花

### 市の木／花
- 徳島県：徳島市[13]
- 大分県：大分市[14]
- 沖縄県：浦添市[15]

### かつて指定していた自治体（消滅）
- 広島県：豊浜町
- 香川県：志度町
- 佐賀県：鎮西町
- 長崎県：野母崎町